# Johannes Philippus Hogendijk
Johannes Philippus Hogendijk (ook bekend als J.Ph. Hogendijk) (Zevenaar, 27 november 1845 – Apeldoorn, 20 oktober 1926) was een architect uit de stad Sneek.
Hogendijk was als gemeente-architect van 1876 tot 1914 verbonden aan de voormalige gemeente Sneek. Hier was hij betrokken bij de uitvoering van diverse restauraties, tevens was hij verantwoordelijk voor de ontwerpen van veel, latere, rijksmonumenten.

## Werken
In 1877 voerde hij de restauratie uit aan de Waterpoort aan de hand van het ontwerp van Isaac Gosschalk.
In 1887 ontwierp hij de Laatste Stuiverbrug als onderdeel van een serie van tien gietijzeren bruggen. Van deze tien bruggen is alleen de Laatste Stuiverbrug bewaard gebleven.
Andere gebouwen en monumenten in Sneek die Hogendijk heeft ontworpen zijn o.a.:
- Geeuwkade
- Kerkgracht 11
- Kruizebroederstraat 4
- Noorderkerk
- Zuiderkerk
- R.K. Begraafplaats St. Martinuskerk